# 永田文昌堂
有限会社永田文昌堂（ながたぶんしょうどう）は、京都市下京区花屋町西洞院西入にある出版社である。仏教書出版社の老舗である。 永田調兵衛として慶長年間（1596～1615）創業し、屋号は、丁字屋・菱屋。現在も出版を続ける京都最古の本屋であり、当主は永田長兵衛（初代〜三代），永田調兵衛（四代〜十代）を襲名した。
浄土真宗西本願寺派の仏教書を中心に、仏教諸宗全般にわたって出版している。